# Didier Burkhalter

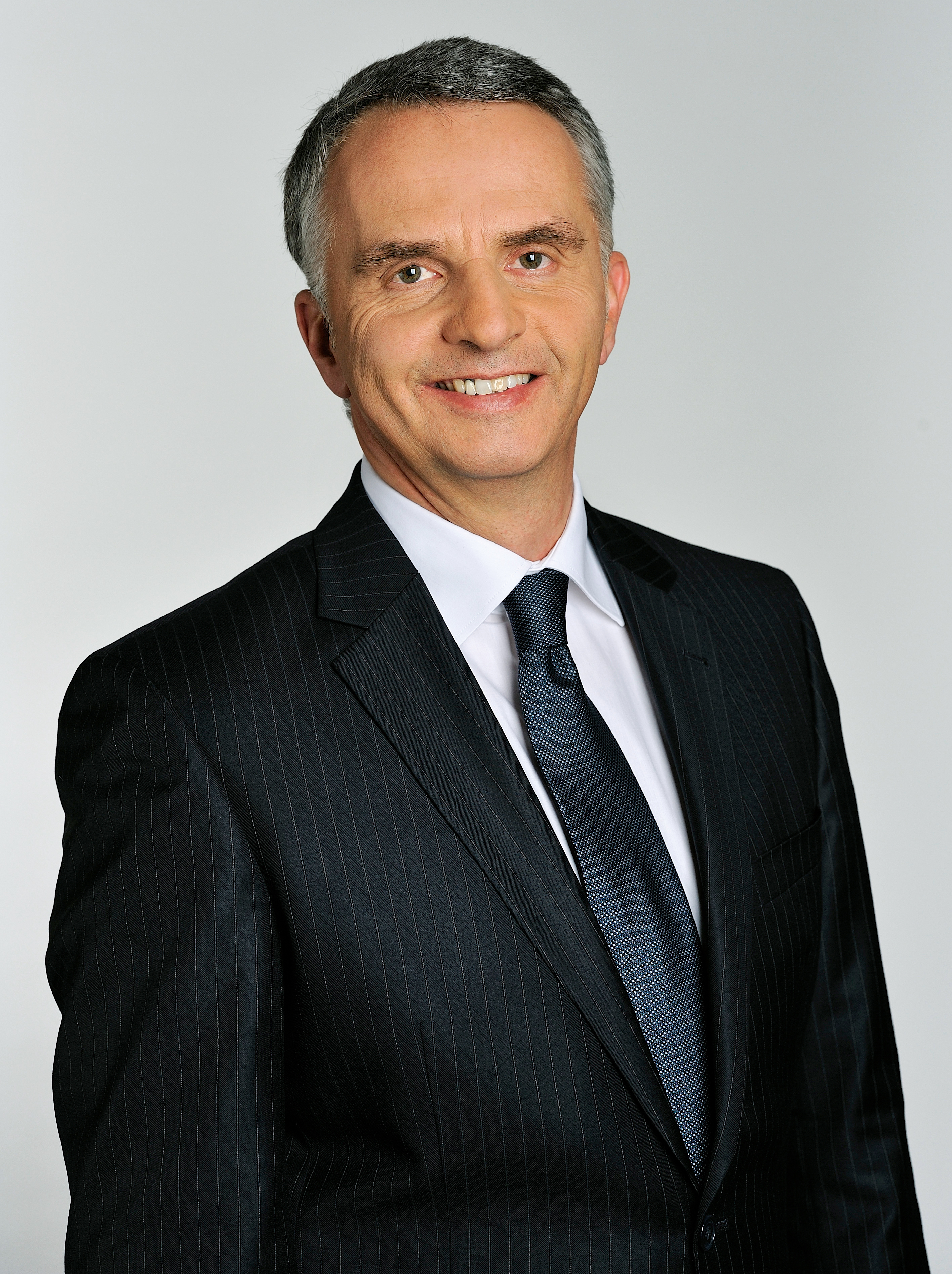
Didier Burkhalter 2011.

Didier Eric Burkhalter, född 17 april 1960 i Neuchâtel, är en schweizisk politiker (FDP/PLR). Den 16 september 2009 valdes han att efterträda Pascal Couchepin som förbundsrådsledamot och inrikesminister och tillträdde befattningen den 1 november 2009. År 2012 blev Burkhalter utrikesminister efter Micheline Calmy-Rey avgått. År 2014 var han Schweiz förbundspresident.